# Амфилохий Хотинский
Епископ Амфилохий (ок. 1730 — 1800, скит Загавия, окрестности Хырлэу) — молдавский просветитель и богослов, епископ Константинопольской православной церкви, в 1768—1770 годы возглавлял Хотинскую епархию.
Начальное образование получил в молдавских монастырских школах, затем обучался в Киевской духовной академии. Продолжил образование в Италии, где познакомился с трудами Демокрита, Платона, Коперника, Ньютона, Декарта. В 1767 году был хиротонисан во епископа и в 1768 году после освобождения Хотина русскими войсками от турок стал управляющим Хотинской епископии, входившей в Проилавскую митрополию Константинопольского патриархата. После ухода русской армии из Молдавии в 1770 году ушёл на покой и поселился в скиту Загавия в окрестностях Хырлэу на территории современной Румынии. Скончался в нём в 1800 году.
Амфилохий владел церковнославянским, русским, греческим, латинским и итальянским языками. Издание его сочинений (в основном переводов) было осуществлено в последние годы его жизни. В 1795 году в Яссы были напечатаны:
- «Богословская грамматика, переведенная на молдавский язык с богословского трактата Московского архиепископа Платона и с других церковных книг». В перевод работы митрополита Платона Амфилохий включил вставки собственных мыслей;
- «Общая география, переведенная на молдавский язык с географии Буфиера»;
- «Элементы арифметики, естественно изложенные и впервые изданные».

Написанная в 1752 году работа по истории Молдавского княжества так и осталась в рукописи, как и ряд других сочинений Амфилохия.